# Waalo

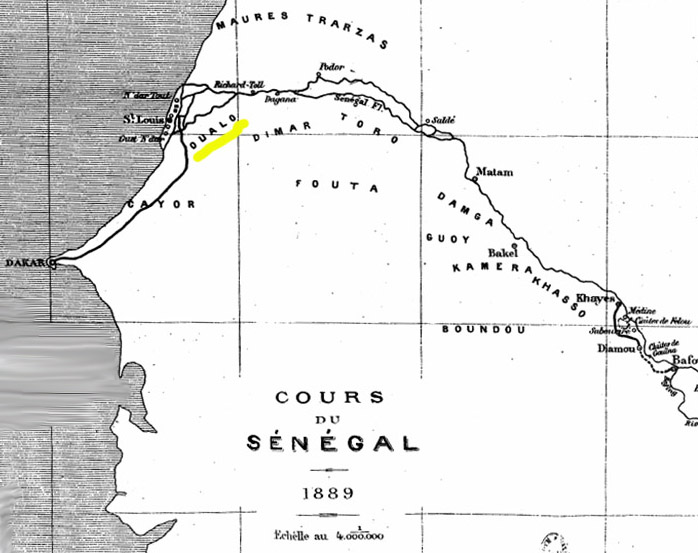
Localització del Waalo en un mapa del riu Senegal l'any 1889

El Waalo (o Oualo) és una regió històrica del Senegal, centrada en el delta del riu Senegal, al nord-oest del país, al voltant de Sant-Louis.
L'un dels antics regnes sorgits de l'esclat de l'imperi wòlof del Djolof al XVIe segle, el regne del Waalo estava situat al nord del Senegal i al sud de Mauritània i ocupava una posició estratègica entre el món arab-berber i l'Àfrica negra. La seva capital era Njurbel, situada al sud de la Mauritània actual.
Els habitants del Waalo són anomenats els waalo-waalo.

## Geografia
El clima és de tipus nord-sahelià fins i tot desèrtic. La regió ha estat afectada per sequeres majors l'any 1972-1973 i 1983-1984. Els sòls són sovint salats. Els habitants del Waalo són principalment wòlofs sedentaris o peuls nòmades i s'hi constaten també alguns grups maures.

## Història

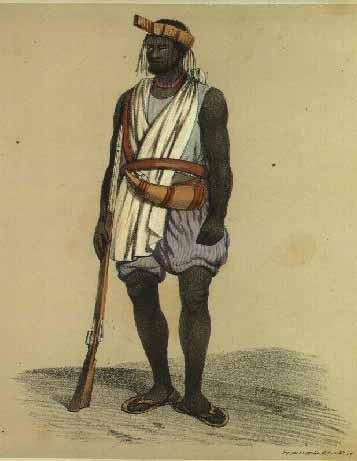
Wòlof del Waalo en « vestit de guerra » (1846)

El rei del Waalo portava el títol de brack. Aquest regne va conèixer nombroses guerres entre les diferents dinasties volent regnar sobre el territori. Tres dinasties es disputaven el poder: els Loggar d'origen maure, els Diouss o Dyoos d'origen sérère, i els Tedyek d'origen peul. Els pobles majoritaris al Waalo eren els wòlofs, els peuls, els tuculors, els sarakholes i els maures trarza. El Waalo és considerat, en la tradició oral wòlof, com el lloc de naixement de la llengua i de la cultura wòlof, com a resultat de la fusió cultural dels divers pobles de la regió. Ndiadiane Ndiaye, ancestre mític dels wòlofs, abans de l'imperi del Djolof del qual fou el fundador, havia estat elegit cap en aquest lloc, després d'haver enlluernat a la població per la seva saviesa i les seves aparicions miraculoses. Abans de la seva arribada a la regió, els propietaris de terres sereres, lamans de clan Ngom, i peuls de clan Diaw, ocupaven el lloc, a l'època de l'Imperi de Ghana o del Wagadu. La paraula brack, nom del sobirà, hi hauria derivat de Barka Bo Mbooc (Mbodj), nom del primer successor de Ndiadiane Ndiaye. Per d'altres, vindria de la paraula arab-berber, Baraka o Barka, que significa "el benefactor".
El regne va combatre molt de temps contra els maures trarza vinguts del nord, de Mauritània; també contra els tuculors que volien islamitzar el regne molt rebel a l'islam, encara que els musulmans sempre van cohabitar amb aquells que practicaven la religió tradicional. Al Waalo les dones eren conegudes pel seu coratge. En la tradició oral del Waalo són sovint evocats els actes de valentia de les dones cara als enemics del regne. El gran suïcidi col·lectiu de les dones del poble de Nder al Waalo l'any 1820 constituïa un acte de resistència enfront dels aures. La reina del Waalo Ndjeumbeut Mbodj, que va regnar abans la seva germana Ndaté Yalla Mbodj, s'havia casat a Dagana el 18 de juny de 1833 amb el rei dels maures trarza, Mohamed al-Habib, per restablir la pau entre el regne del Waalo i el regne de Trarza. El seu fill Ely Ndjeumbeut va regnar sobre Trarza entre 1878 i 1886.

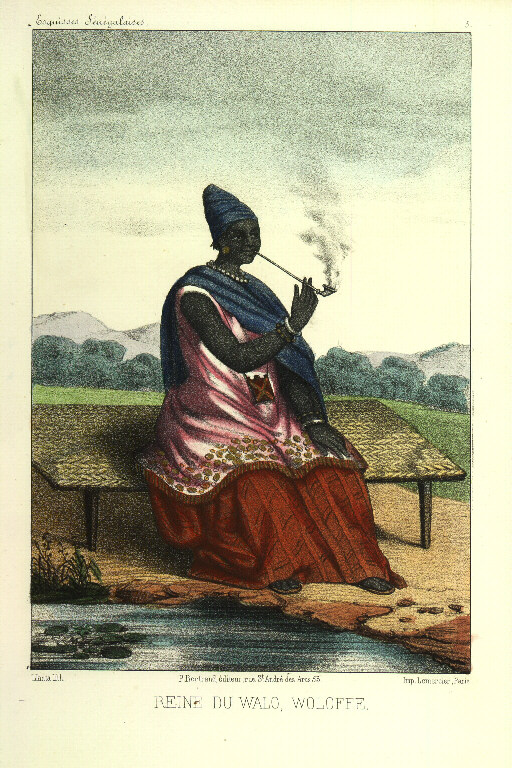
Ndeté Yalla, reina del Walo

Al Waalo, el brack (rei) era elegit pel seb ak baor, representant l'assemblea dels grans electors, el diogomay que era el mestre de les aigües, el diawoudine mestre de la terra, governador dels Kangame o caps de províncies, el Maalo tresorer del regne. El brack era escollit entre les tres dinasties del regne, havien de pertànyer pel línia maternal Meen, a un dels tres llinatges. L'hereu era escollit entre els fills de les germanes del brak i no entre els fils del brak, la societat del Waalo era matrilineal. Les famílies: Diaw, Wade, Mbodji, Ndiaye, Ndiouck, Diop constituïen els clans més poderosos dels Waalo, tots d'origen wòlof. La capital del Waalo era la ciutat de Ndiourbel, actualment part de la ciutat de Rosso a Mauritània. El 1702, el brak Yerim Mbagnick va transferir la capital a Ndiani. El 1783 la capital era a Khouma, a continuació finalment a Nder. Les províncies i sots-províncies del regne eren : Riket, Maanga, Gammalo, Marwayal, Tungeen, Njaw, Njuwar i Nalewu, totes dirigides per les diferents dinasties, i els diversos membres de l'aristocràcia. El Waalo estava delimitat per l'emirat del Trarza al nord, el Futa Toro a l'est, l'oceà Atlàntic a l'oest, el Cayor al sud, i el Djolof al sud-est.
Els francesos van aconseguir el 1859 annexar el regne amb l'última gran reina del Waalo, Ndaté Yalla que va combatre de manera acarnisada contra els europeus i els maures. Fou a la batalla de Diouboulou, que l'exèrcit dirigit per Faidherbe va derrotar l'exèrcit dirigit per Ndaté Yalla el 22 de febrer de 1855, data a la qual es pot dir que comença la colonització del Waalo i del Senegal.

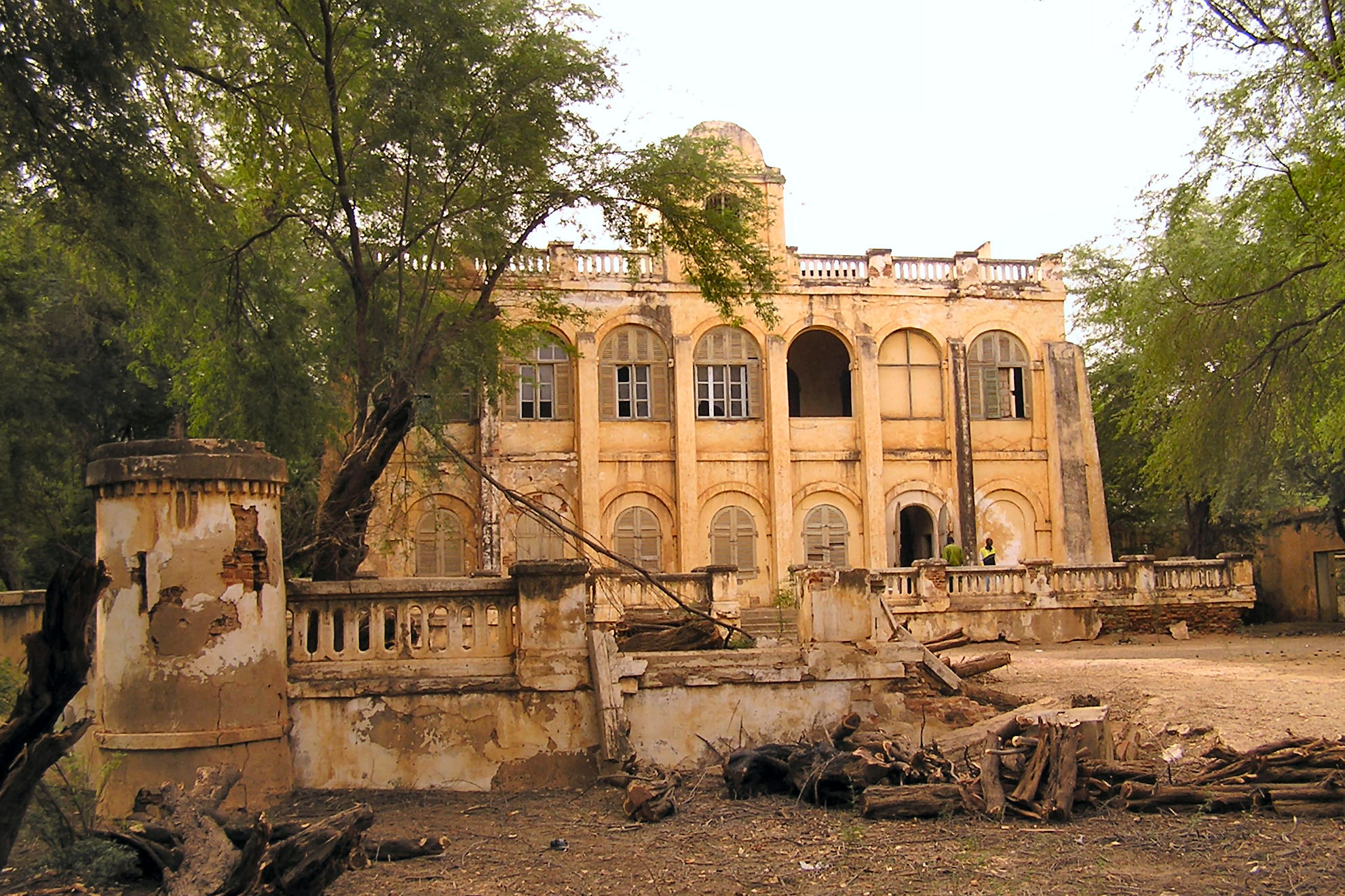
El castell de Richard-Toll, construït pel baró Roger

Després de la victòria dels colonitzadors europeus sobre el Waalo, els colons hagueren de lluitar durant diversos anys contra, sobretot, el fill de Ndaté Yalla, Sidya Ndaté Yalla Diop i contra els tiedos (guerrers) del Waalo que resistien de manera dura als colons. Els tiedos destruïen sistemàticament totes les seves instal·lacions, les mercaderies i totes les infraestructures. Practicaven també el pillatge. Els governadors autòctons, que els europeus havien instal·lat, residien al castell de Richard-Toll.
El Waalo vivia de la producció d'indi o blauet, del mill, del cotó, del meló, de la canya de sucre, de goma aràbiga, i de la pesca. Aquesta darrera era molt rendible : el Waalo té un litoral que toca l'oceà Atlàntic. El comerç Atlàntic va fer la seva aparició amb la instal·lació dels primers europeus al segle xvii.
El Waalo va entrar en contacte amb els europeus molt d'hora en la història de l'Àfrica, sobretot amb la creació de la factoria de Sant-Louis, que és avui l'una de les principals ciutats del Senegal.
A finals del segle xviii els guerrers del Waalo actuaven com a mercenaris de l'emir de Trarza. Saugnier, que va ser al Waalo el 1785, explica que el brak governant Fara Penda Teg Rel II (1780-1792) havia fet matar el seu predecessor N'dyak Khuri Dyop (1736-1780) del qual era ministre, par maures de l'emir Ali Kouri Ould Amar; al·legant el interès públic va pujar al tron; un temps després va tenir diferències amb Ali Kouri i aquest el va fer matar vers el 1792.

## Sidya Ndaté Yalla Diop, resistent del Waalo
Sidya Diop era el fill de la reina Ndaté Yalla Mbodji i del Béthio (Governador del Walo occidental) Sakoura Diop. Va ser, al mateix nivell que Lat Dior, El Hadjdj Omar Tall o Alboury Ndiaye, l'un dels més grans resistents contra la colonització al Senegal, més particularment al Waalo. Malgrat això és molt menys conegut que els altres resistents anticolonislistes.
Sidya Diop va néixer a Nder el 1848, on va tenir lloc el dimarts 7 de març de 1820 el gran suïcidi col·lectiu de les dones de Nder, entre les quals la seva àvia, Fatim Yamar Khouryaye Mbodj. Va néixer dos anys després de l'accés al tron de la seva mare l'any 1846, a la mort de Ndjeumbeut. Sidya Diop pertanyia al llinatge maternal dels Tédyek.
A l'edat de deu anys, Sidya Diop esdevenia l'hereu del tron al Waalo, però,era massa jove per regnar, hi va ser apartat pels francesos, i fou el príncep Loggar Fara Peinda Madiaw Khor Diaw qui va ser instal·lat com a Brak. Els partidaris del jove Sidya van començar una lluita acarnissada contra la decisió dels francesos.
Entri 1858 i 1859, data en la qual el Waalo va ser totalment conquistat, els francesos van començar una gran repressió, diversos pobles foren incendiats i diversos caps locals i resistents que portaven la guerrilla com Youga Faly o Birane Gaye, foren morts o enviats a l'exili al Gabon. Subratllem que els pobles de l'illa de Dialang o Dialagne foren cremats, com ho testifica la Revue Maritime de la AOF. Birane Gaye era un noble d'aquesta regió, ja que era un Diaadior. Una mica més tard, mentre que el cosí de Sidya Diop, Ndiack Coumba Mbodji, havia estat designat cap de cantó de Nder pels colons en l'objectiu de calmar les revoltes dels partidaris de Sidya Diop, aquest fou enviat a Sant-Louis, a l'Escola dels Ostages dels fills de caps, amb l'objectiu de fer-li assimilar la cultura francesa. Allí, Faidherbe en va fer el seu fill adoptiu. Sidya, després d'haver estat a Alger, al liceu imperial l'any 1861, torna a Sant-Louis, on Faidherbe el va inscriure a l'escola dels Freres (germans). Faidherbe el va rebatejar Sidya Léon Diop. Bon alumne, fou notable per la seva intel·ligència i la seva habilitat per les estratègies militars. Fou nomenat sotstinent l'any 1868 a l'edat de 20 anys.
Instal·lat com cap de cantó a Nder, Sidya es va adonar de la raó per la qual Faidherbe l'havia posat a l'Escola dels Ostages, amb l'objectiu de matar a través d'ell tota voluntat de resistència contra els colonitzadors. A partir d'aquesta presa de consciència, va refusar de recaptar els impostos, molt elevats, entre els habitants del cantó i va organitzar una escolarització en massa al Waalo. Va començar igualment a tenir llaços amb diversos resistents de la localitat. Però un dia els prínceps del Waalo es van reunir per una cerimònia reial a Mbilor. Sidya, sent part de la noblesa, hi va anar. Arribat a la cerimònia, el Gueweul Madiartel Dégueune Mbaye (griot) del tribunal reial va refusar de cantar les lloances de Sidya Diop, perquè per aquest, havia traït els seus en assimilar la cultura occidental i portar roba occidental. Aquest esdeveniment va fer despertar per sempre a Sidya Diop, que va anar al riu on els braks prenien el seu bany reial, abans de la investidura. Es va fer trenar la seva cabellera a la manera dels tiedos i va renunciar per sempre a l'administració colonial francesa, així com tot el que hi tenia relació, compresa la llengua francesa. Després d'això va ser reconegut per tots els nobles com a Brak del Waalo, i farà tot el possible per alliberar el seu regne. Es va unir a la lluita de Lat-Dior del Cayor i de Amadou Cheikhou Ba, marabut tuculor del Futa Toro. Va organitzar amb els seus tiedos (guerrers), una gran insurrecció. Aliats a diversos resistents van combatre de manera molt dura als colons i als colonitzadors. Va aconseguir recuperar les províncies annexades. Els colons van acabar per acceptar Sidya Diop com Cap Superior del Waalo, perquè la lluita comportava molt de desgast pels francesos. Aquest esdeveniment va permetre igualment d'instaurar una dinàmica, i de facilitar la lluita de Lat-Dior, que havia esdevingut damel del Cayor.
Sidya Diop estava ara al front d'un poderós exèrcit, reconegut pels colons en els seus escrits com poderós i eficaç. Només les ciutats de Richard-Toll, Dagana i Lampsar refusaven de sotmetre's al nou brak, i restaven del costat francès. Yamar Mbodji, de la família reial, va organitzar amb els francesos una campanya contra Sidya Diop, i van arribar a organitzar un cop d'Estat contra el brak Sidya, que, destituït per la força, es va refugiar a Mauritània al costat del seu cosí Ely Ndjombött, emir del Trarza. Al Waalo, els colons van reprendre els pillatges, els incendis i les execucions dels partidaris de Sidya. Des del Trarza, Sidya va enviar cartes demanant ajut a Alboury Ndiaye rei del Djolof, i a Lat-Dior, el 23 de juny de 1875 i el 12 de juliol de 1875.
Lat-Dior Ngoné Latyr Diop s'havia aliat als francesos, en particular del coronel Brière de l'Isle. Junts va organitzar la captura de Sidya Diop. Lat-Dior va respondre a la crida de Sidya Diop, i li va enviar tropes a Bangoye, però es tractava en realitat d'un parany. Sidya Diop hi va anar només amb el seu estat major. Una vegada van arribar, les tropes enviades per Lat-Dior van matar a 12 dels seus oficials entre els quals el príncep loggar Sayoo Yacine Pathé Mbodj i van capturar Sidya, al que van ferir i el van portar a Sant-Louis al governador Valére; això fou el 21 de desembre de 1876. Sidya a Sant-Louis fou jutjat per un tribunal colonial el 17 de gener de 1877. El febrer fou déportat al Gabon a un asil en una illa anomenada Neugé Neugé, en ple bosc équatoriale, a l'edat de 28 anys. Allà-baix, Sidya es va guanyar la simpatia dels oficials colonialistes que van decidir de portar-lo al Senegal, sota pretext que patia una malaltia mental. Fou embarcat en un vaixell amb destinació a Dakar, però una vegada arribat a aquesta ciutat el governador Brière de l'Isle refusa el seu retorn i exigeix el seu reenviament immediat al Gabon. Deprimit al saber que no podria tornar mai més al Sénégal, el seu país natal, Sidya Ndaté Yalla Diop es va suïcidar disparant-se una bala al cor, el vespre del 26 de juny de 1877. Des de 1996 l'alcalde del municipi de Dagana no ha parat de demanar a les autoritats franceses i senegaleses de procedir al repatriament del seu cos del Gabon al Senegal.

## Reis (brack)
- N'Dya-N'Dya 1186-1202
- Mbang Waad 1202-1211
- Barka Mbody 1211-1225
- Tyaaka Mbar 1225-1242
- Desconegut 1242-1251
- Amadu Faaduma 1251-1271
- Yerim Mbanyik 1271-1278
- Tyukli 1278-1287
- Naatago Tany 1287-1304
- Fara Yerim 1304-1316
- Mbay Yerim 1316-1331
- Dembaane Yerim 1331-1336
- N'dyak Kumba Sam Dyakekh 1336-1343
- Fara Khet 1343-1348
- N'dyak Kumba-gi tyi Ngelogan 1348-1355
- N'dyak Kumba-Nan Sango 1355-1367
- N'dyak Ko N'Dyay Mbanyik 1367-1380
- Mbany Naatago 1380-1381
- Meumbody N'dyak 1381-1398
- Yerim Mbanyik Konegil 1398-1415
- Yerim Kode 1415-1485
- Fara Toko 1485-1488
- Fara Penda Teg Rel I 1488-1496
- Tyaaka Daro Khot 1496-1503
- Naatago Fara N'dyak 1503-1508
- Naatago Yerim 1508-1519
- Fara Penda Dyeng 1519-1531
- Tani Fara N'dyak 1531-1542
- Fara Koy Dyon 1542-1549
- Fara Koy Dyop 1549-1552
- Fara Penda Langan Dyam 1552-1556
- Fara Ko Ndaama 1556-1563
- Fara Aysa Naalem 1563-1565
- Naatago Kbaari Daaro 1565-1576
- Beur Tyaaka Loggar 1576-1640
- Yerim Mbanyik Aram Bakar 1640-1674
- Naatago Aram Bakar 1674-1708
- N'dyak Aram Bakar Teedyek 1708-1733
- Yerim N'date Bubu 1733-1734
- Meu Mbody Kumba Khedy 1734-1735
- Yerim Mbanyik Anta Dyop 1735
- Yerim Khode Fara Mbuno 1735-1736
- N'dyak Khuri Dyop 1736-1780
- Fara Penda Teg Rel II 1780-1792
- N'dyak Kumba Khuri Yay 1792-1801
- Saayodo Yaasin Mbody 1801-1806
- Kruli Mbaaba 1806-1812
- Amar Faatim Borso 1812-1821
- Yerim Mbanyik Teg 1821-1823
- Fara Penda Adam Sal 1823-1837
- Kherfi Khari Daano 1837-1840
- Mbeu Mbody Maalik 1840-1855
- Ndaté Yalla Mbodji 1855-1858
- Loggar Fara Peinda Madiaw Khor Diaw 1858-1869
- Sidya Ndaté Yalla Diop (rebel) 1869-1874